# Rue des Patriarches
La rue des Patriarches est une voie du 5e arrondissement de Paris située dans le quartier du Jardin-des-Plantes.

## Situation et accès
La rue des Patriarches est desservie par la ligne 7 à la station Censier - Daubenton.

## Origine du nom
Cette rue tient son nom de la proximité de l'ancien marché des Patriarches, nommé ainsi en raison de l'occupation d'une maison voisine par le patriarche de Jérusalem, Bertrand de Chanac, puis par le patriarche d'Alexandrie. Les bâtiments et les jardins s’étendaient entre les rues Mouffetard, de l'Épée-de-Bois, du Noir et d'Orléans.
En 1351, Jean de Meulan fit construire un hôtel particulier situé à l’ouest de la place Bernard-Halpern (anciennement « place des Patriarches »). Cet hôtel est acquis par Simon de Cramaud, patriarche d’Alexandrie. L’édifice sera alors désigné sous l’appellation « hôtel du Patriarche ». Malgré sa destruction au XVIIIe siècle, le toponyme a été appliqué, avec un pluriel, à une place, à une rue et à un passage. 
Il existe une autre histoire radicalement différente autour de ce nom « patriarches », qui concerne deux jeunes clercs qui faisaient leurs études à Paris au temps de François Villon. Le destin voulut qu'ils consomment sans le savoir des pâtisseries contenant de la chair humaine achetées chez un boucher malhonnête qui, on le sut plus tard, s'approvisionnait chez son voisin, un barbier avec pignon sur rue derrière Notre-Dame qui secrètement égorgeait ses clients les mieux nourris afin de revendre leurs cadavres.
Leur crime fut découvert et boucher et barbier dûment suppliciés. Mais, pour avoir commis le crime d'anthropophagie, même inconsciemment, les clercs furent bannis du clergé et chassés hors les murs de Paris, trouvant refuge au village Mouffetard. Les pauvres gens d'autour, sachant que les deux malheureux étaient des clercs ou presque, ne tardaient à leur demander conseils de toute sorte, soit personnels, médicaux ou juridiques, en échange des vivres nécessaires pour assurer leur existence. De cette façon, on finit par appeler les deux clercs déchus « les patriarches ». Mais providentiellement, une nuit, ils aperçurent un riche évêque qui traversait le village à cheval, et voyant que celui-ci était au point de se faire dévaliser par des voleurs, les patriarches sortirent de chez eux armés de matraques pour les chasser, ainsi méritant l'éternelle gratitude de l'ecclésiastique.
Lorsque celui-ci eût entendu leur triste histoire, il s'empressa de leur aider à se faire pardonner par le pape, pour un crime que, somme toute, ils n'avaient commis que innocemment. Il leur permit alors de vendre "toute marchandise et objets dont on aurait pas à rechercher l'origine...". Les patriarches créèrent alors le marché des Patriarches qui fut d'une rare longue longévité car il disparut seulement en 1953. Ainsi les patriarches furent rétablis dans les bonnes grâces de l'Église et, avec le temps, le lieu où ils vécurent fut connu comme « les Patriarches ».

## Historique
Cette voie ouverte par une ordonnance du 2 juin 1830, prend sa dénomination actuelle par un décret ministériel du 21 juin 1844.

## Bâtiments remarquables et lieux de mémoire
- La rue débouche sur le chevet de l'église Saint-Médard.
- La rue longeait le marché des Patriarches, détruit et remplacé par un gymnase.